# Ondermolen D
Ondermolen D is een omstreeks 1635 gebouwde poldermolen, die later is voorzien van een vijzel. De molen is een rietgedekte achtkantige molen van het type grondzeiler met een oudhollands wiekenkruis. De kap van de molen is voorzien van een kruiwerk met houten rollen, dat van binnen gekruid wordt. De molen is, zoals meer Noord-Hollandse poldermolens, een binnenkruier. Ondermolen D is voorzien van een vaste stutvang.

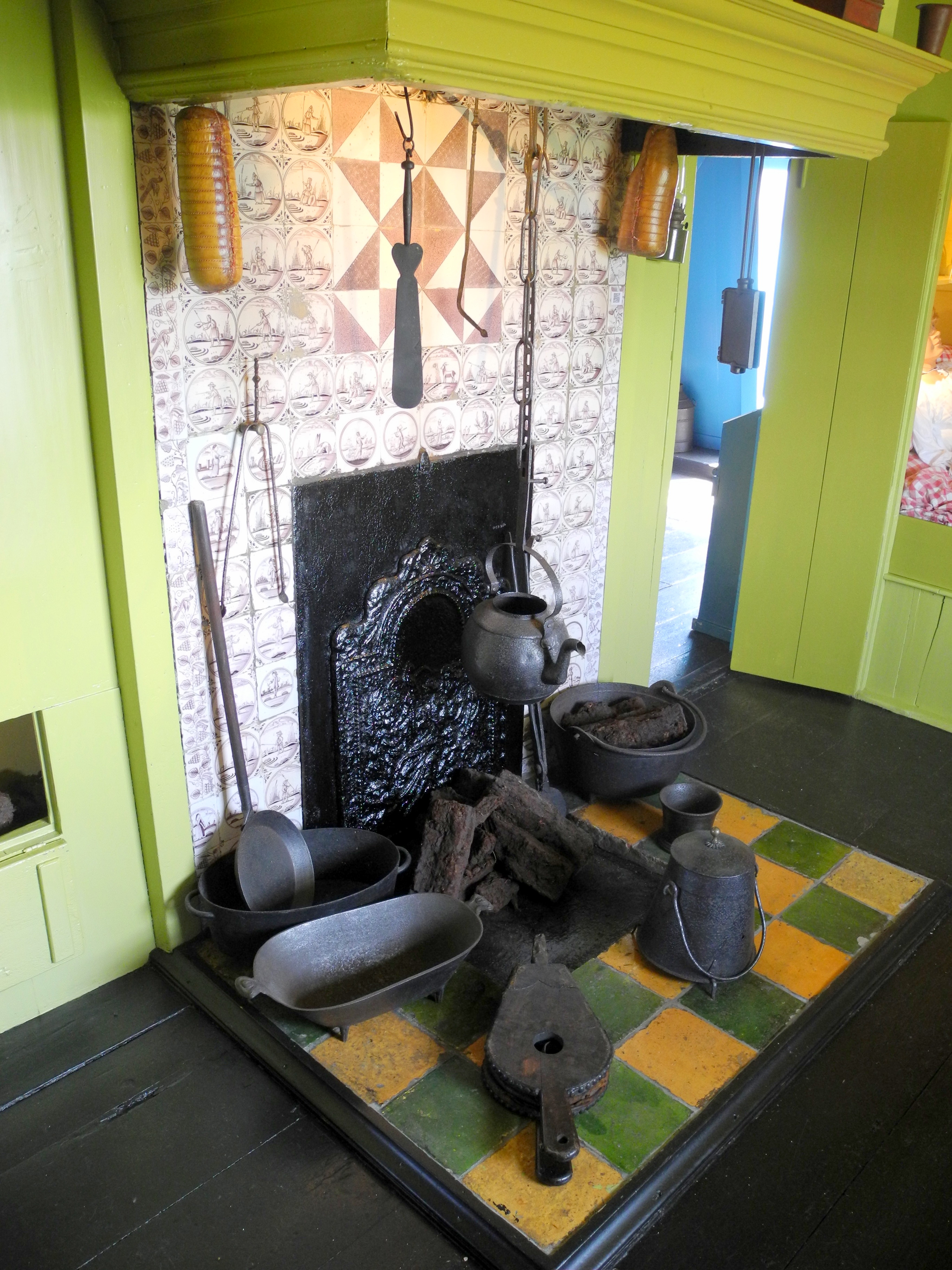
Keukenhaard

Oorspronkelijk was de molen de middenmolen van een reeks van zes schepradmolens die in drie trappen de binnenboezem van de Schermer afmaalde op de Schermerboezem. In 1850 werd dit veranderd in een tweehoog malende gang van vijzelmolens, die tot 1926 in bedrijf was. In 1969/1970 en in 2004 is de molen gerestaureerd. Ondermolen D staat tussen Ondermolen C en Bovenmolen E aan de Noordervaart in Schermerhorn. De molen is, in tegenstelling tot de andere twee molens, als museummolen in gebruik en is tegen betaling te bezoeken. In de molen bevindt zich een authentieke molenaarswoning. Ondermolen D is samen met de andere Schermer molens eigendom van de Schermer Molens Stichting.
Bemaling:
Poldermolen D ·
Poldermolen E ·
Poldermolen K ·
Poldermolen M ·
Poldermolen O ·
Ondermolen C ·
Ondermolen D ·
Ondermolen K ·
Ondermolen O ·
Bovenmolen E ·
Bovenmolen G

Overig:
De Otter ·
Tjasker Zuidschermer ·
Schermer Molens Stichting